# رحل (طرويل)
رَحْل هي بلدية تقع في مطرانية في مقاطعة طرويل في أراغون بإسبانيا . بلغ عدد سكان البلدية 181 نسمة وفقًا لتعداد عام 2004 (INE) .